# Ricardo Santos (football)
Pour les articles homonymes, voir Ricardo Santos et Santos (homonymie).
Ricardo Santos, de son nom complet Ricardo Henrique da Silva dos Santos, est un footballeur brésilien né le 13 février 1987 à Rio de Janeiro. Il évolue au poste d'attaquant.

## Biographie
Ricardo Santos joue principalement en Suède, en Norvège, en Chine et au Japon.
Il inscrit 10 buts en première division suédoise en 2010, puis 17 buts dans ce même championnat en 2014.
Lors de la saison 2015, il marque 11 buts dans le championnat de Chine.
Avec l'équipe suédoise du Kalmar FF, il participe aux tours préliminaires de la Ligue des champions et de la Ligue Europa (sept matchs, deux buts).

## Palmarès
- Finaliste de la Coupe de Suède en 2011 avec le Kalmar FF